# Kenyan Weaks
Kenyan Weaks, né le 13 août 1977, à Concord, en Caroline du Nord, est un ancien joueur et entraîneur américain de basket-ball. Il évolue au poste d'arrière.

## Palmarès
- MVP de la ligue adriatique 2003
- Meilleur marqueur de la ligue adriatique 2003
- Coupe de Bulgarie 2006